# Adolfo Marama Toyo
Adolfo Marama-Toyo (Fiume, ... – Trieste, 30 maggio 1946) è stato un pilota motociclistico e progettista italiano.
Pilota spericolato, ma anche progettista di motori, Marama-Toyo era conosciuto sulle piste per il codino alla Roberto Baggio e per le sue fantasiose idee meccaniche che non pochi consideravano strampalate.

## Storia
Nato nell'allora italiana Fiume da famiglia di origini egiziane, probabilmente nel primo decennio del secolo scorso, Adolfo Marama-Toyo divenne ben presto un appassionato di meccanica ed uno dei pionieri italiani dello speedway.
Pare sia stato proprio lui ad importare questa specialità in terra istriana, avendo avuto occasione di vedere alcune gare in Australia, durante i viaggi svolti in gioventù, come capitano di naviglio mercantile. Di questa prima parte della sua vita si conosce assai poco e la documentazione anagrafica e civile è andata perduta a causa degli eventi che hanno preceduto e seguito l'esodo istriano. Alcuni biografi ipotizzano che il suo vero cognome fosse "Toyo", al quale egli stesso aveva  aggiunto il soprannome "Marama" datogli dai tifosi, che in lingua istriana significa "foulard".
Fu durante una gara di quella specialità che conobbe Plinio Galbusera, fondatore e titolare dell'omonima azienda bresciana, all'epoca unica casa produttrice in Italia di motociclette da speedway.
I due divennero amici e l'Italo-Egiziano decise di sottoporre al costruttore il suo progetto per costruire una moto da strada, spinta da un motore 2 tempi con 8 cilindri a V, ottenuto dall'accoppiamento di due unità a 4 cilindri e con il cambio posizionato fra di esse. Tale soluzione dava anche la possibilità di realizzare con modesta spesa anche un motore da 250 cm³ quadricilindrico.  

Il motore della Galbusera 500 V8

L'idea di Marama-Toyo era talmente fantascientifica, per gli anni trenta, che se l'avesse proposta a qualche affermata industria motociclistica, lo avrebbero preso per pazzo. Così non la pensava Galbusera che mise subito a disposizione le modeste risorse tecniche della propria azienda.
Dopo un solo anno di febbrile lavoro, il primo e unico motore 8 cilindri 2T nella storia del motociclismo fu completato ed esposto al Salone di Milano del 1938, sollevando un notevole interesse. Nell'occasione venne presentata anche la versione "250" quadricilindrica, ma sembra si trattasse di una maquette in gesso.
Lo sviluppo per la produzione del motore fu interrotto dall'avvicinarsi della seconda guerra mondiale e, al termine del conflitto, l'impresa venne definitivamente abbandonata a causa dei bombardamenti alleati che distrussero completamente la Galbusera e, soprattutto, in conseguenza della morte di Marama-Toyo, avvenuta il 30 maggio 1946 durante una gara di speedway sul circuito di Trieste.
Anche il motore è andato perduto e ne rimangono solo le foto scattate all'EICMA, oltre agli echi della stampa dell'epoca, dai toni sbalorditi.